# Белицкий сельсовет (Витебская область)
Белицкий сельсовет — административная единица на территории Сенненского района Витебской области Республики Беларусь. Административный центр — агрогородок Пламя.

## География
Расположен в юго-западной части Сенненского района.
Граничит с Богдановским, Немойтовским сельсоветами и г. Сенно.

## История
Белицкий сельский Совет образован в ноябре-декабре 1917 года в соответствии с решением 2-го Всебелорусского съезда крестьянских депутатов.
29 апреля 2004 года в состав сельсовета включены населённые пункты упразднённого Ульяновичского сельсовета.
В 2012 году административный центр Белицкого сельсовета из деревни Старая Белица перенесён в агрогородок Пламя.

## Состав
Белицкий сельсовет включает 31 населённый пункт:
- Апечки — деревня
- Большая Переспа — деревня
- Видоки — деревня
- Гарнаки — деревня
- Глебовск — деревня
- Горы — деревня
- Заполье — деревня
- Короли — деревня
- Красное Село — деревня
- Латыголь — деревня
- Лесники — деревня
- Лопатники — деревня
- Малая Белица — деревня
- Малая Переспа — деревня
- Моргойцы — деревня
- Менютево — деревня
- Мещенцы — деревня
- Монголия — деревня
- Нерейша — деревня
- Новая Белица — деревня
- Овсище — деревня
- Осиновка-1 — деревня
- Осиновка-2 — деревня
- Отрадная — деревня
- Пламя — агрогородок
- Рулевщина — агрогородок
- Симоновка — деревня
- Станюки — деревня
- Старая Белица — деревня
- Черевки — деревня
- Шелухи — деревня

Упразднённые населённые пункты:
- Бурбин — деревня
- Дубники — деревня
- Речки — деревня

## Культура
Расположены Пламенский сельский Дом культуры, Пламенская сельская библиотека, Рулевщинская сельская библиотека.

## Достопримечательность
- Восстановленное языческое капище близ агрогородка Пламя.
- Усадьба «Белица» помещика Святского в агрогородке Пламя (сер. ХIX — нач. XXв.). Является памятником архитектуры.